# Хаккой-Лам
Хаккой-Лам (устар. Гаккой-Лам) — горная вершина в Аргунском ущелье в Шатойском районе Чеченской Республики (восточная часть Большого Кавказа). Гора чеченского тайпа хаккой.

## Общие сведения
Хаккой-Лам, ГӀаьттин-Лам и Хьал-Киелойн-Лам одна за другой тянутся до самого Шаро-Аргуна.

## Достопримечательности
Вдоль хребта Хаккой-Лам близ села Зоны, были расположены боевые и сторожевые башни которые были полностью разрушены в начале ХХ столетия.